# Final do Campeonato Catarinense de Futebol de 2012 - Divisão Especial
A Final do Campeonato Catarinense de Futebol de 2012 - Divisão Especial foi a decisão da vigésima sexta edição desta competição. Foi realizada em duas partidas, com mando de campo alternado entre as duas equipes participantes, o campeão do Turno Guarani de Palhoça e o campeão do Returno Juventus de Jaraguá.
O Guarani de Palhoça sagrou-se o campeão e o Juventus de Jaraguá o vice, conquistando, os dois, as duas vagas para a Divisão Principal de 2013.

## Vantagem
No regulamento da segunda divisão do certame catarinense, está previsto que as duas equipes se enfrentam em dois jogos, tendo o mando de campo do segundo jogo, a primeira colocada na classificação geral.
O clube que somar mais pontos na final, estabelecendo-se como critérios de desempate saldo de gols, gols fora de casa e por último desempenho na primeira fase, será campeão da Divisão Especial de 2012.

## Histórico recente
Neste campeonato foram 8 jogos disputados entre Guarani de Palhoça e Juventus de Jaraguá, com vantagem para o Guarani de Palhoça que contou com 4 vitórias, o Juventus de Jaraguá venceu apenas uma partida, ouve também 3 empates.

## Campanhas dos finalistas
A campanha dos finalistas Juventus e Guarani, foi marcada pelo grande equilíbrio entre as duas equipes.
O Guarani sagrou-se campeão do Turno após terminar a fase em segundo lugar com 18 pontos, atrás apenas do Concórdia com 21, e vencer o Tubarão na final.
No Returno, o Juventus venceu o próprio Guarani na final após se classificar em primeiro lugar na fase com 19 pontos, seguido do Bugre com 16.
Na classificação geral, os dois finalistas terminaram da seguinte forma:
| 1 | Juventus | 35 | 18 | 10 | 5 | 3 | 43 | 14 | +29 | 64,8 |
| 2 | Guarani  | 34 | 18 | 10 | 4 | 4 | 30 | 18 | +12 | 63,0 |
| PG - pontos ganhos; J - jogos; V - vitórias; E - empates; D - derrotas; GP - gols pró; GC - gols contra; SG - saldo de gols; AP - aproveitamento em porcentagem |          |    |    |    |   |   |    |    |     |      |

## Primeira partida
| 27 de outubro | Guarani de Palhoça | 1 – 0  | Juventus de Jaraguá | Estádio Renato Silveira                         |
| 16:00 h       | Renato 78'         | Súmula |                     | Público: 110 Árbitro: Rodrigo D'Alonso Ferreira |

| Cores do Time · Cores do Time · Cores do Time · Cores do Time · Cores do Time | Cores do Time · Cores do Time · Cores do Time · Cores do Time · Cores do Time |

| GUARANI:        |    |  |                |     |                               |
|                 |    |  |                |     |                               |
| G               | 1  |  | Rodrigo Rocha  |     |                               |
| LD              | 2  |  | Cleiton Garcia |     |                               |
| Z               | 3  |  | Cacá           | 37' | Penalizado com cartão amarelo |
| Z               | 4  |  | Marcão         |     |                               |
| LE              | 6  |  | Laion          |     |                               |
| V               | 5  |  | Evandro        |     |                               |
| V               | 8  |  | Fábio Fidélis  |     | Penalizado com cartão amarelo |
| M               | 7  |  | Itauê          | 66' | Penalizado com cartão amarelo |
| M               | 10 |  | Ildemar        | 77' |                               |
| A               | 11 |  | Renato         |     |                               |
| A               | 9  |  | Leandrinho     |     |                               |
| Reservas:       |    |  |                |     |                               |
| G               | 12 |  | André          |     |                               |
| Z               | 13 |  | Leandro        |     |                               |
| V               | 14 |  | Jhonny         | 37' |                               |
| V               | 15 |  | Jean           | 77' |                               |
| M               | 16 |  | Paulo Henrique |     |                               |
| M               | 17 |  | Valber         |     |                               |
| A               | 18 |  | Tito           | 66' |                               |
| Técnico:        |    |  |                |     |                               |
| Hudson Coutinho |    |  |                |     |                               |

| JUVENTUS: |    |  |                      |     |                               |
|           |    |  |                      |     |                               |
| G         | 1  |  | Wanderson            |     |                               |
| LD        | 2  |  | Paulinho             |     |                               |
| Z         | 3  |  | Alemão               |     |                               |
| Z         | 4  |  | Peixoto              |     | Penalizado com cartão amarelo |
| LE        | 6  |  | Márcio Goiano        |     |                               |
| V         | 5  |  | Anderson Pedra       |     |                               |
| M         | 7  |  | Rogério Souza        |     |                               |
| M         | 8  |  | Serginho Catarinense |     |                               |
| M         | 10 |  | Max                  | 61' |                               |
| A         | 11 |  | Kiko                 |     |                               |
| A         | 9  |  | Lourival             | 71' | Penalizado com cartão amarelo |
| Reservas: |    |  |                      |     |                               |
| G         | 12 |  | Darci                |     |                               |
| LD        | 13 |  | Fábio Pará           |     |                               |
| Z         | 14 |  | Fabinho              |     |                               |
| LE        | 15 |  | Badé                 | 71' |                               |
| A         | 16 |  | Giso                 | 61' |                               |
| A         | 17 |  | Romero               |     |                               |
| M         | 18 |  | Jardel               |     |                               |
| Técnico:  |    |  |                      |     |                               |
| Pingo     |    |  |                      |     |                               |

## Segunda partida
| 1 de novembro | Juventus de Jaraguá | 0 – 0  | Guarani de Palhoça | Estádio João Marcatto, Jaraguá do Sul |
| 20:30 h       |                     | Súmula |                    | Público: 1,076 Árbitro: Célio Amorim  |

| Cores do Time · Cores do Time · Cores do Time · Cores do Time · Cores do Time | Cores do Time · Cores do Time · Cores do Time · Cores do Time · Cores do Time |

| JUVENTUS: |    |  |                      |     |                               |
|           |    |  |                      |     |                               |
| G         | 1  |  | Wanderson            |     |                               |
| LD        | 2  |  | Paulinho             |     | Penalizado com cartão amarelo |
| Z         | 3  |  | Charles              |     |                               |
| Z         | 4  |  | Alemão               |     |                               |
| LE        | 6  |  | Márcio Goiano        |     |                               |
| V         | 5  |  | Anderson Pedra       | 60' |                               |
| V         | 8  |  | Almeida              |     | Penalizado com cartão amarelo |
| M         | 7  |  | Serginho Catarinense |     |                               |
| M         | 10 |  | Max                  | 78' |                               |
| A         | 11 |  | Kiko                 |     |                               |
| A         | 9  |  | Lourival             | 74' |                               |
| Reservas: |    |  |                      |     |                               |
| G         | 12 |  | Darci                |     |                               |
| LD        | 13 |  | Rogério Souza        |     |                               |
| Z         | 14 |  | Peixoto              |     |                               |
| LE        | 15 |  | Badé                 |     |                               |
| A         | 16 |  | Giso                 | 60' | Penalizado com cartão amarelo |
| A         | 17 |  | Romero               | 78' |                               |
| M         | 18 |  | Jardel               | 74' |                               |
| Técnico:  |    |  |                      |     |                               |
| Pingo     |    |  |                      |     |                               |

| GUARANI:        |    |  |                |     |                                         |
|                 |    |  |                |     |                                         |
| G               | 1  |  | Rodrigo Rocha  |     |                                         |
| LD              | 2  |  | Cleiton Garcia |     | Penalizado com cartão amarelo           |
| Z               | 3  |  | Marcão         |     |                                         |
| Z               | 4  |  | Fábio Fidélis  |     |                                         |
| LE              | 6  |  | Laion          |     |                                         |
| V               | 5  |  | Evandro        |     |                                         |
| V               | 8  |  | Itauê          | 86' | Penalizado com cartão amarelo           |
| M               | 7  |  | Jhonny         |     |                                         |
| M               | 10 |  | Ildemar        | 82' |                                         |
| A               | 11 |  | Renato         | 62' | Penalizado com cartão amarelo · Expulso |
| A               | 9  |  | Leandrinho     |     |                                         |
| Reservas:       |    |  |                |     |                                         |
| G               | 12 |  | André          |     |                                         |
| Z               | 13 |  | Cacá           | 82' |                                         |
| V               | 14 |  | Leandro        |     |                                         |
| V               | 15 |  | Alex           | 86' |                                         |
| M               | 16 |  | Jean           |     |                                         |
| M               | 17 |  | Cleberson      | 62' |                                         |
| A               | 18 |  | Tito           |     |                                         |
| Técnico:        |    |  |                |     |                                         |
| Hudson Coutinho |    |  |                |     |                                         |

## Campeão
| Campeonato Catarinense de 2012 - Divisão Especial |
| ------------------------------------------------- |
| Guarani 2º Título                                 |